# Шпунтубель

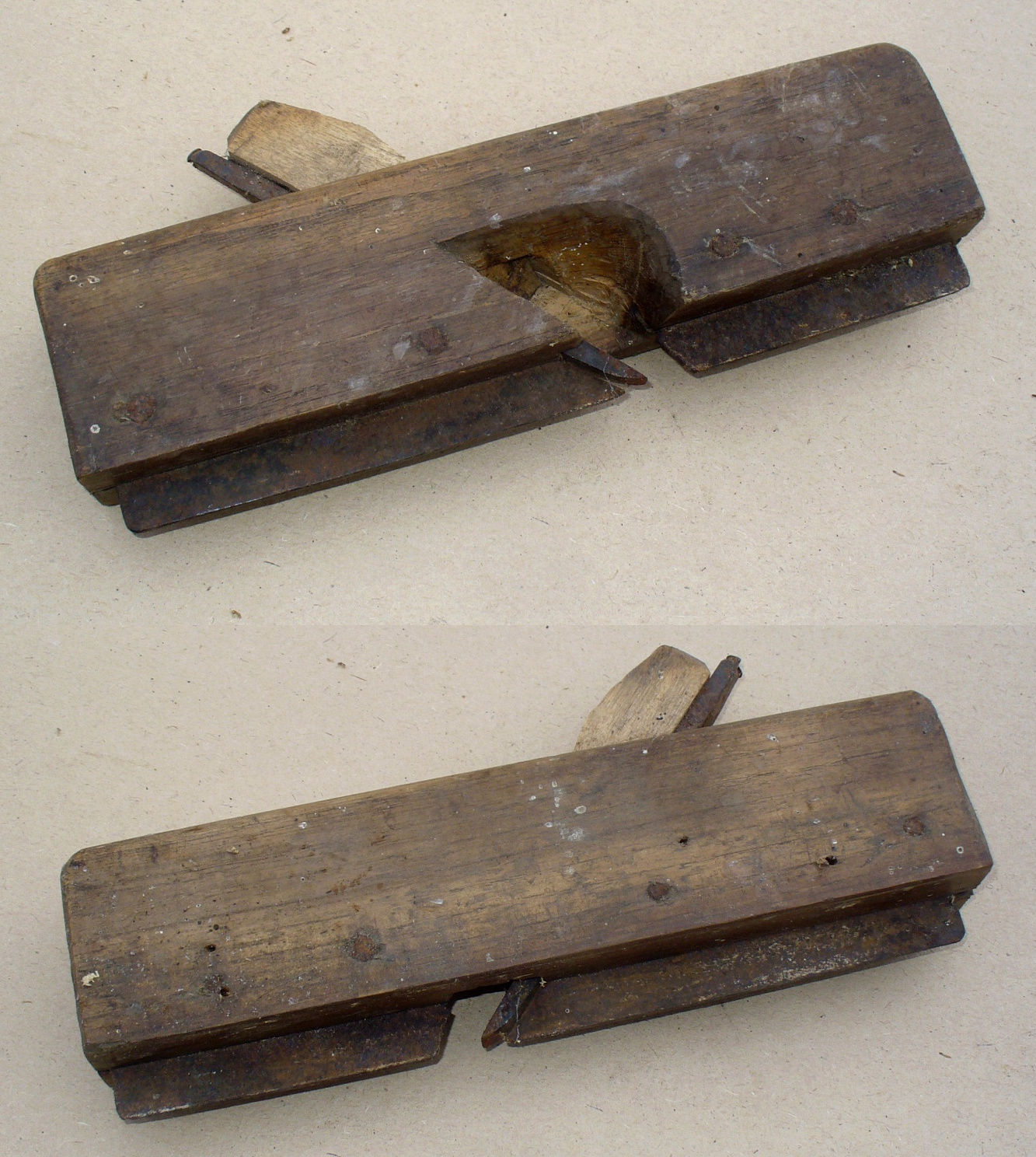
Шпунтубель

Шпунту́бель, також струг-гарувальник — різновид рубанка, інструмент для вистругування шпунтів (пазів) — операції, відомої як «гарування».
Для того, щоб простругувати паз на заданій від краю відстані, шпунтубель має спеціальне ребро або переставну напрямну лінійку збоку колодки.
Лезо шпунтубеля вузьке і напівкругле; воно сточено трохи круто.
Колодка шпунтубеля аналогічна колодці медведки, але з боку колодки прибивається дощечка; її нижня крайка має розташування на нижній підошві колодки; дощечка служить напрямною, щоб вистругувана доріжка була паралельна крайці тієї чи іншої дошки.